# Raiponce (film, 2010)
Pour les articles homonymes, voir Raiponce.
Série Classiques d'animation Disney
La Princesse et la Grenouille
(2009) Winnie l'ourson
(2011)
Série Raiponce
Le Mariage de Raiponce
(2012)
Pour plus de détails, voir Fiche technique et Distribution.
Raiponce (Tangled) est un film d'animation et le 50e « Classique d'animation » des studios Disney Pictures. Réalisé par Byron Howard et Nathan Greno et sorti en 2010, il est inspiré du conte homonyme des Grimm (Rapunzel en version originale allemande).
C’est un conte de fée dont l’héroïne, Raiponce, possède des cheveux blonds aux propriétés très particulières qui suscitent la convoitise de personnes mal intentionnées (bandits, sorcière) et qui l’entraînent dans des aventures aux côtés d'un voleur en fuite.
Le film a été bien accueilli par la critique et le public, rapportant près de 600 millions de dollars aux box-office. Raiponce est par la suite devenu une franchise, avec d'abord un court-métrage, Le Mariage de Raiponce, en 2012, puis une série télévisée, Raiponce, la série (précédée d’un téléfilm Raiponce : Moi, J'ai Un Rêve) diffusée entre 2017 et 2020 sur Disney Channel.

## Synopsis

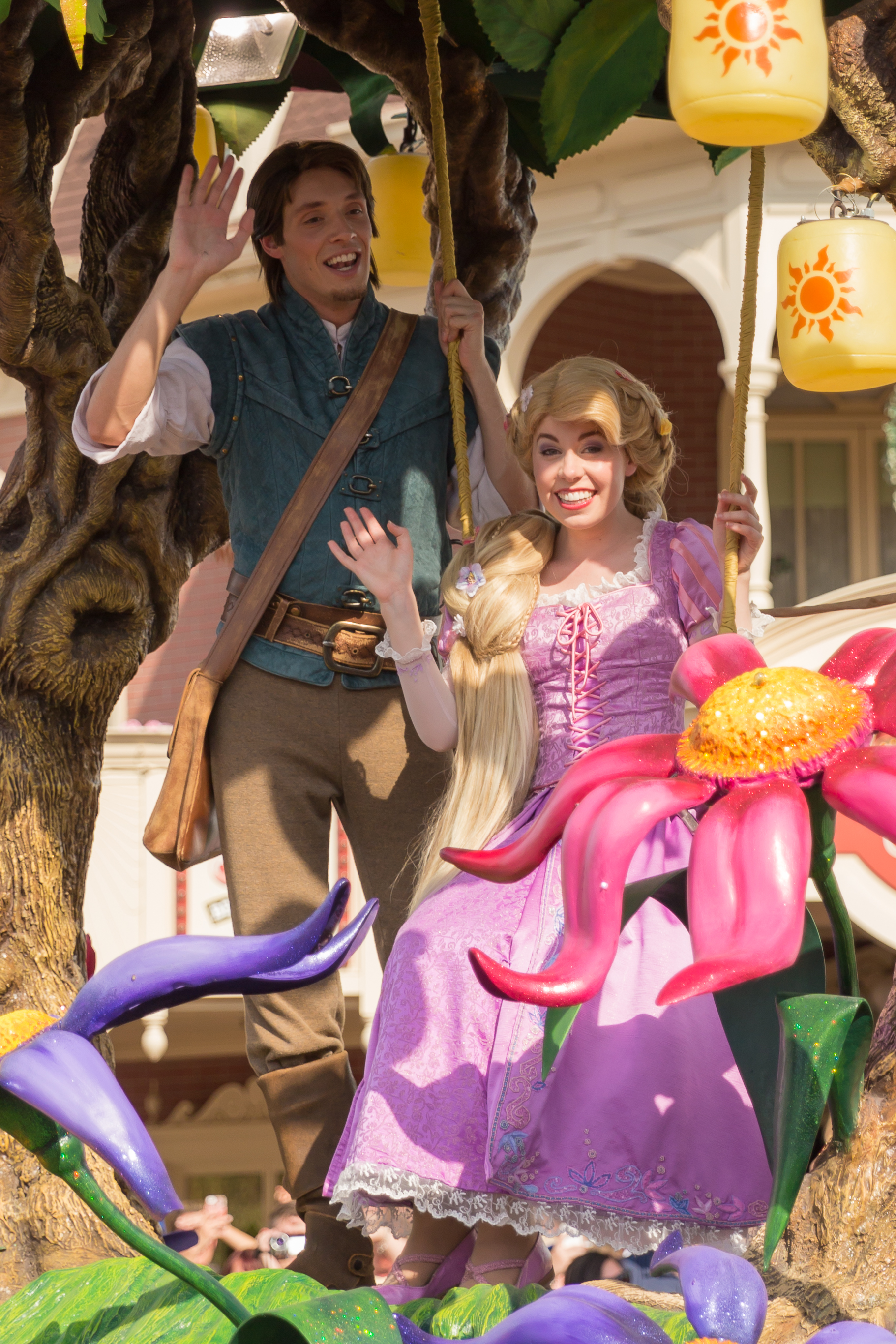
Raiponce et Flynn Rider lors de la Disney Magic On Parade à Disneyland Paris.

Il était une fois une larme de soleil tombée des cieux. De cette petite goutte naît une fleur magique aux pétales d’or qui a le pouvoir de guérir les maladies et les blessures. Une vieille et méchante sorcière nommée Mère Gothel trouve cette fleur magique d'or et découvre qu’elle a aussi le pouvoir de la faire rajeunir : il lui suffit, en touchant ses pétales, de chanter « Fleur aux pétales d'or, répands ta magie, inverse le temps, rends-moi ce qu'il m'a pris... ». La méchante sorcière Mère Gothel revient la voir à chaque fois qu’une ride apparaît sur son visage et, en partant, prend soin de camoufler sa précieuse source de jouvence sous des branches, afin d'en rester la seule détentrice.
Un jour, dans un royaume voisin, une reine qui s’apprête à accoucher tombe gravement malade. On se met dès lors à la recherche d’un remède miracle, d’une herbe médicinale inconnue. Les hommes du roi et de la reine finissent par trouver la légendaire et magique Fleur d’or et la cueillent. On en fait une potion qui sauve la reine. Cette dernière donne le jour à une jolie petite fille qu’on appelle la princesse Raiponce. Le soir, pour fêter sa naissance, ses parents, le roi et la reine, lancent une lanterne dans le ciel.
La petite princesse Raiponce a de magnifiques cheveux blonds et dorés. Mais une nuit, la méchante sorcière Mère Gothel s’introduit dans le château avec l’intention de voler quelques mèches des cheveux d’or du bébé qui, pense-t-elle, auront le même pouvoir que les pétales de la fleur magique. Mais à peine a-t-elle coupé une mèche que celle-ci devient brune et terne. Déterminée, la méchante sorcière Mère Gothel s’empare alors de toute la chevelure... et de sa jeune propriétaire.

Elle l’amène dans une tour au fin fond de la forêt et elle l’élève comme sa fille. Elle lui apprend la « chanson qui fait rajeunir » et lui demande de la chanter à chaque fois qu’elle la coiffe. Elle lui interdit également de sortir de la tour car, soi-disant, le monde est très dangereux pour une fragile petite fille à la blondeur magique comme elle. Au fil des ans, les cheveux de Raiponce deviennent plus longs et plus resplendissants... Maigre consolation pour celle qui a pour seule compagnie Pascal, un petit caméléon, et qui peint continuellement des tableaux pour se distraire. Elle rêve de s’échapper de cette tour, ne serait-ce qu’une fois par an, lors de son anniversaire. En effet, ce jour-là, quand vient le soir, de mystérieuses lumières s’élèvent vers le ciel. Il s'agit en fait de centaines de lanternes que le couple royal lance chaque année dans l’espoir qu’elles fassent revenir leur fille.

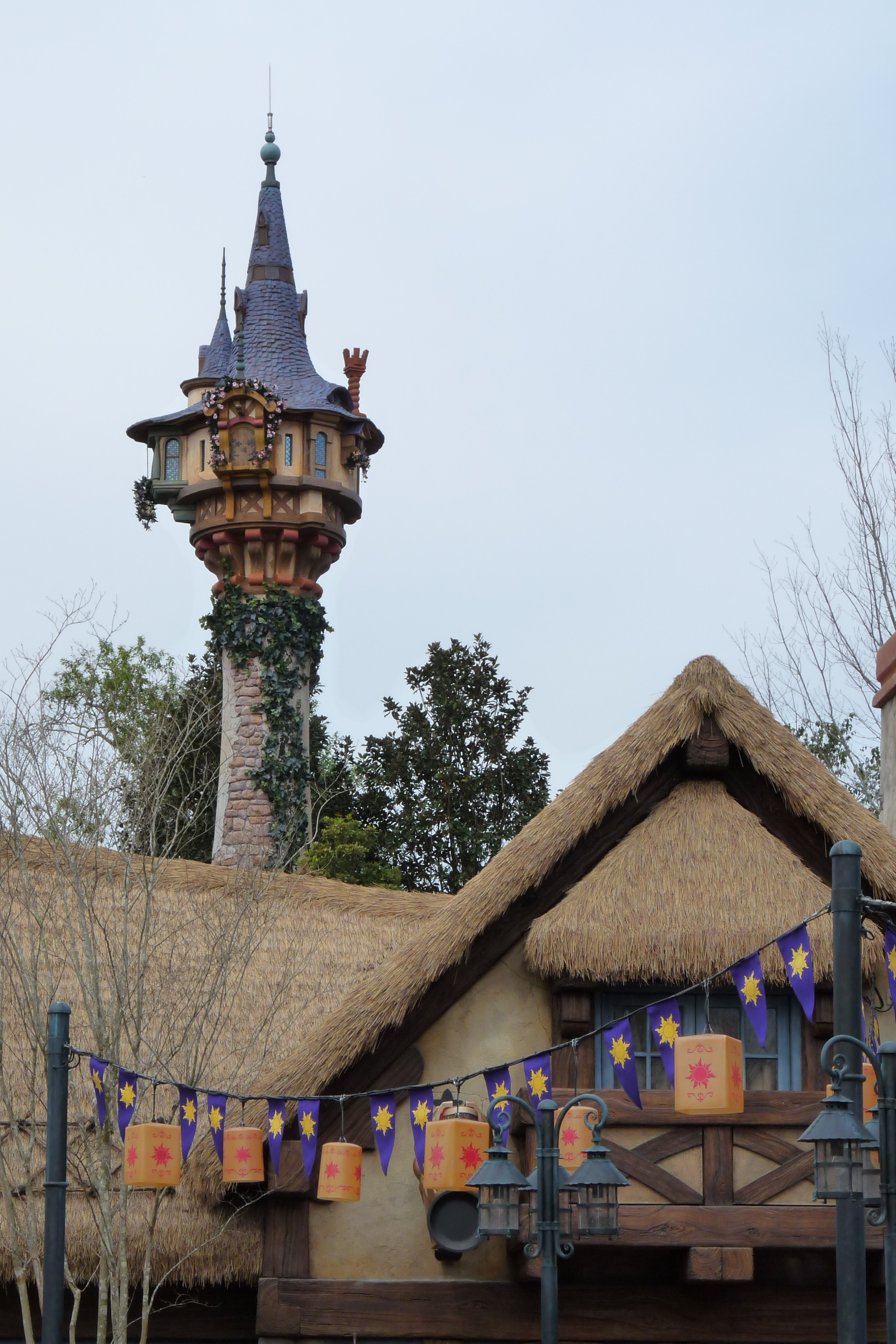
Tour de Raiponce recréée dans le parc Magic Kingdom, en Floride.

Pendant ce temps, une bande de voleurs, composée du rusé Flynn Rider et des deux frères Stabbington, vole la couronne de la princesse disparue. Dans sa fuite, Flynn abandonne ses complices dans une crevasse et, trouvant par hasard la tour de Raiponce, résout de s'y cacher pour échapper à Maximus, le très zélé cheval de la garde, qui, malgré la perte de son cavalier, poursuit les recherches en solo, utilisant ses qualités d'odorat tel un chien. Une fois à l'intérieur de la tour, Flynn est assommé par Raiponce d'un coup de poêle à frire et perd connaissance. La jeune femme le cache alors dans sa garde-robe, et dissimule la couronne (ignorant qu'elle lui était destinée depuis sa naissance).
Raiponce exprime alors à Gothel le souhait d'avoir une peinture spéciale comme cadeau d'anniversaire. En dépit des trois jours de voyage qu'il lui faut accomplir pour aller la chercher, la sorcière cède à ce soudain caprice. Alors que cette dernière part pour entreprendre son long périple, Raiponce sort le voleur de l'armoire et lui propose un marché : s'il l'emmène voir les mystérieuses lumières et la ramène, elle lui rend la couronne. Flynn est forcé d'accepter et aide Raiponce à quitter la tour. Bien qu'exaltée de se voir enfin délivrée, Raiponce n'en est pas moins tiraillée entre sa toute nouvelle liberté et la culpabilité d'avoir désobéi.
Souhaitant ne pas emmener la jeune fille au royaume où sa tête est mise à prix, Rider décide de dégoûter Raiponce du monde extérieur et l'emmène à la taverne du « Canard boiteux », un endroit peu recommandable rempli de brigands et de fripouilles qui représentent les dangers contre lesquels Gothel avait mis la jeune fille en garde. Mais, en définitive, Raiponce et Flynn se font là plein d'amis qui partagent avec eux le fait d'avoir des rêves.
Pendant ce temps, Gothel constate la fuite de Raiponce et, en fouillant la tour, découvre la couronne et un avis de recherche contre Flynn que ce dernier avait conservé dans sa besace. Consciente de l'identité de la véritable propriétaire de la couronne, elle part aussitôt à sa recherche et ne tarde pas à la retrouver à la taverne. Au même moment, la garde royale arrive dans l'établissement avec leurs prisonniers, les deux frères Stabbington. Les habitués de l'établissement indiquent alors aux deux jeunes gens un passage secret. Il aurait dû faciliter leur fuite, mais les conduit tout droit à un barrage.
La garde royale découvre le passage et, rejointe par Maximus, s'y engage pour rattraper Rider. Profitant de l'occasion, les frères Stabbington s'évadent avec la ferme intention de retrouver la couronne et de prendre leur revanche sur Flynn. Ce dernier, aidé de Raiponce, parvient à échapper à la garde, alors que, par inadvertance, Maximus détruit le barrage, libérant un torrent d'eau monstrueux. Réfugiés dans une grotte, les jeunes gens se retrouvent piégés dans le noir par un éboulement et condamnés à la noyade par le niveau de l'eau qui ne cesse de monter. Flynn essaie bien de trouver un chemin en apnée, mais échoue à cause de l'obscurité et finit par s'entailler profondément la main. Se croyant sur le point de mourir, il avoue alors à Raiponce qu'il se nomme en fait Eugene Fitzherbert et que personne ne connait sa véritable identité. Touchée, Raiponce lui avoue à son tour que ses cheveux sont magiques et brillent quand elle se met à chanter. Quelques secondes après avoir dit cette phrase qui laisse Eugène pantois, Raiponce prend alors conscience du parti qu'elle peut tirer de sa chevelure pour les sauver et entonne aussitôt la chanson, qui illumine ses chevelure et éclaire le fond de la grotte submergée par les flots. Flynn peut ainsi découvrir un chemin qui leur permet de s'échapper et, par la même occasion, d'échapper in extremis à la noyade. Pendant ce temps, la sorcière Gothel s'allie aux deux ex-compères de Flynn, leur promettant, contre leur complicité, de leur offrir l'occasion de se venger.
Plus tard, autour d'un feu de camp, Raiponce soigne la main de Flynn en l'enveloppant dans ses cheveux et en chantant. Ce dernier explique alors à Raiponce pourquoi il s'est fait voleur. Ils se contemplent les yeux dans les yeux pendant quelques secondes et tombent amoureux. Peu après, alors que Flynn est parti chercher du bois pour alimenter le feu, Gothel apparait devant Raiponce et lui demande de rentrer. Raiponce refuse, arguant que le monde n'est pas aussi sombre que Gothel le lui avait dit. La sorcière avertit alors Raiponce que la seule chose qui intéresse Flynn est la couronne et qu'il l'abandonnera une fois qu'il l'aura récupéré. Puis elle rend la sacoche à Raiponce et disparait dans la nuit.
Le matin suivant, Maximus retrouve Flynn. Cependant, Raiponce se lie d'amitié avec le cheval et obtient de lui un sursis : il accepte de laisser Flynn libre le jour de son anniversaire. Le groupe ainsi constitué arrive dans la ville et participe aux festivités marquant l'anniversaire de la disparition de la princesse disparue. Sur plusieurs prospectus, ainsi que sur les murs, Raiponce remarque alors un symbole constitué d'un soleil doré qui évoque la fleur ayant permis à la reine de survivre. Elle remarque également des portraits qui représentent le couple royal et sa fille.
À la tombée de la nuit, tandis qu'ils sont sur un bateau pour mieux voir le spectacle des lampions, Raiponce confie à Flynn ses craintes : elle a peur que la réalisation de son rêve ne soit pas aussi belle qu'elle l'avait espéré. Flynn s'empresse de la rassurer et, alors que le couple royal et les habitants du royaume lancent les lanternes dans le ciel, offre une lanterne à Raiponce afin qu'elle puisse aussi participer au spectacle. En retour, elle lui rend sa besace, qu'il pousse négligemment de côté en disant que la couronne ne l'intéresse plus. Puis, il lui prend la main et lui avoue qu'elle est sa lumière. À l'instant même où il va l'embrasser, il voit ses anciens complices sur une rive et décide de leur rendre la couronne, espérant se débarrasser d'eux et assurer sa tranquillité. Mais, ayant fait alliance avec Gothel, ceux-ci le capturent et organisent une mise en scène pour faire croire à sa fuite sur un bateau avec la couronne afin que Raiponce puisse être témoin de sa soi-disant trahison. Ils essaient ensuite de s'emparer de Raiponce mais sont assommés par Gothel, qui console la jeune femme et la ramène à la tour.
Ligoté sur le bateau, Flynn accoste près des gardes du royaume qui le font prisonnier. Au cachot, il apprend par les Stabbington, également emprisonnés, que Gothel a repris Raiponce. Rider est condamné à la pendaison mais est sauvé par les brigands de la taverne du « Canard boiteux », avertis par Maximus. Ils parviennent à le faire évader sur le cheval, qui l'emmène immédiatement à la tour pour y retrouver Raiponce.
Pendant ce temps, Raiponce a compris qu'elle était la princesse disparue, retrouvant le symbole doré sur de nombreuses peintures ornant les murs de sa chambre. Elle annonce cette découverte à Gothel en affirmant qu'elle ne la laissera plus utiliser ses cheveux comme philtre de jeunesse. La sorcière entre alors dans une colère noire. Quand Flynn atteint la tour, c'est pour y trouver une Raiponce ligotée et bâillonnée. Alors qu'il essaie de la secourir, il est mortellement poignardé au ventre par Gothel. Pour sauver Flynn, Raiponce, une fois débarrassée de son bâillon, promet de se montrer toujours docile et de ne plus chercher à s'enfuir, si elle lui permet de soigner la blessure du voleur. Mais, avant que la jeune fille ne puisse intervenir, il lui dit qu'il ne supporterait pas qu'elle sacrifie sa vie et se retrouve emprisonnée par sa faute. Il coupe d'un coup les longs cheveux blonds de Raiponce, les rendant instantanément bruns et leur faisant perdre leurs pouvoirs magiques. Pleurant de rage, la sorcière se met soudain à vieillir à vue d'œil et, paniquée, trébuche sur les cheveux coupés de Raiponce, que le caméléon de Raiponce, Pascal a tendu, ce qui la déséquilibre et la fait tomber de la tour, la tuant sur le coup.
Flynn et Raiponce se révèlent alors leur amour mutuel ("Raiponce...Tu étais mon nouveau rêve" ; "Et vous le mien."), puis le voleur meurt de ses blessures. Raiponce se met à chanter doucement, mais rien n'y fait. Comme elle s'effondre en pleurs, une larme tombe sur la joue de Flynn, ce qui parvient à le soigner et le ressusciter. Folle de bonheur, Raiponce l'embrasse. Les deux amoureux retournent ensuite au château où le roi et la reine reconnaissent leur fille malgré sa nouvelle couleur de cheveux. La famille royale est enfin réunie et invite Flynn à partager sa joie.
Après la célébration du retour de la princesse disparue, Flynn explique qu'il a épousé Raiponce et qu'ils vivent désormais heureux avec Pascal, les brigands de la taverne qui ont vu leurs rêves se réaliser et Maximus, qui est (re)devenu un respectable officier de la garde royale.

## Fiche technique
- Titre français : Raiponce
- Titre original : Tangled
- Autre titre : Rapunzel (Belgique - Flandre-Italie)
- Réalisation : Byron Howard et Nathan Greno (Glen Keane et Dean Wellins au départ)
- Scénario : Dan Fogelman, d’après les personnages du conte Raiponce des frères Grimm
- Animation : Glen Keane (directeur de l’animation), Lino DiSalvo, John Kahrs et Clay Kastis (superviseurs de l’animation)
- Musique : Alan Menken
- Production : Roy Conli
  - Production exécutive : Glen Keane, John Lasseter et Philip Lofaro
- Société de distribution : Walt Disney Pictures, Alliance Vivafilm (Canada)
- Budget : 260 000 000 $
- Pays de production :  États-Unis
- Langue originale : anglais
- Genre : animation, comédie, romance, aventure, fantastique
- Durée : 100 minutes
- Dates de sortie[5] :
  - Canada, États-Unis : 24 novembre 2010
  - France : 1er décembre 2010 (en exclusivité au Grand Rex)[6], 1er décembre 2010 (sortie nationale)
  - Belgique, Suisse romande : 1er décembre 2010
- Date de sortie en DVD :
  - France : 1er avril 2011

## Distribution

### Voix originales
- Mandy Moore : Rapunzel (adulte)

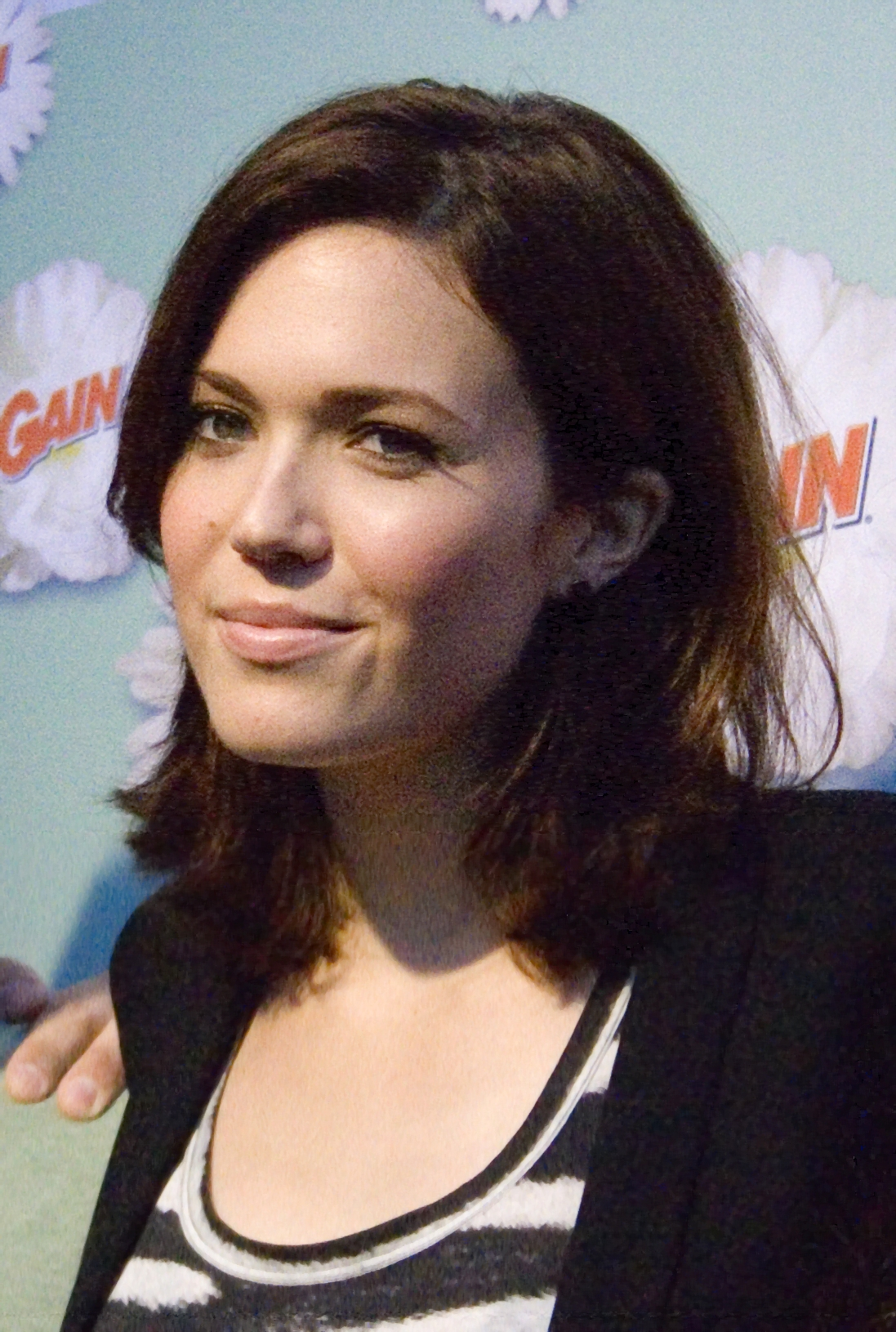
Mandy Moore, la voix originale de Raiponce.

- Erin Fitzgerald : Rapunzel (enfant)
- Zachary Levi : Flynn Rider/Eugene Fitzherbert
- Donna Murphy : Mother Gothel
- Brad Garrett : Hook-Hand
- Ron Perlman : les frères Stabbington
- Jeffrey Tambor : Big Nose
- Richard Kiel : Vladamir
- M. C. Gainey : le Capitaine des gardes
- Paul F. Tompkins : Shorty
- Voix additionnelles : Michael Bell, Bob Bergen, Susan Blakeslee, June Christopher, Roy Conli, David Cowgill, Terri Douglas, Chad Einbinder, Pat Fraley, Eddie Frierson, Jackie Gonneau, Nicholas Guest (en), Bridget Hoffman, Daniel Kaz, Anne Lockhart, Scott Menville, Mona Marshall, Laraine Newman, Paul Pape, Lynwood Robinson, Fred Tatasciore, Kari Wahlgren et Hynden Walch

### Voix françaises
- Maeva Méline : Raiponce
- Coralie Thuilier : Raiponce (enfant)
- Romain Duris : Flynn Rider/Eugène Fitzherbert
- Emmanuel Dahl : Flynn Rider (chant)
- Isabelle Adjani : Mère Gothel
- Sophie Delmas : Mère Gothel (chant)
- Philippe Dumond : la Main froide
- David Krüger : la Main froide (chant)
- Pierre Margot et Serge Biavan : les frères Stabbington
- Raphaël Cimolino : Vladimir
- Alexandre Cross : le Capitaine des gardes
- Xavier Fagnon : l'Amoureux
- Pierre-François Pistorio : le Satyre
- Sarah Bismuth : soliste du générique
- Olivier Constantin, Daniel Beretta, Pierre-François Pistorio, Jean-Jacques Cramier : chœurs

#### Version française
- Société de doublage : Dubbing Brothers
- Direction artistique : Barbara Tissier
- Adaptation des dialogues et chansons : Houria Belhadji
- Direction des chansons : Claude Lombard

Source version française : Voxofilm.

### Voix québécoises
- Catherine Brunet : Raiponce
- Chloé McNeil : Raiponce (chant)
- Catherine Préfontaine : Raiponce (enfant)
- Hugolin Chevrette-Landesque : Flynn Rider/Eugène Fitzherbert
- Valérie Blais : Mère Gothel
- Elyzabeth Diaga : Mère Gothel (chant)
- Louis-Philippe Dandenault : la Main froide
- Thiéry Dubé : l'un des frères Stabbington
- Tristan Harvey : le Capitaine de la garde
- Renaud Paradis : l'Amoureux
- Michel M. Lapointe : Vladimir
- Pierre Auger : le Petit Brigand ivrogne
- Pierre Bédard, Luc Campeau, Vincent Potel, José Paradis, Vincent Morel : chœurs

#### Version québécoise
- Société de doublage : Technicolor Services Thomson
- Direction artistique et adaptation : Marc Bacon

Source version québécoise : Doublage QC.

## Production
Raiponce est le 118e long-métrage d'animation produit par les studios Disney et le 50e « Classique d’animation Disney ». Selon le Los Angeles Times, après six ans de fabrication, le budget du film a dépassé les 260 millions de dollars.
Le film utilise les techniques d'image produite par ordinateur, même si Raiponce a été modelé sur le principe de traditionnelles peintures à l'huile sur toile. Les peintures Rococo de l'artiste français Jean-Honoré Fragonard, et plus particulièrement son œuvre Les Hasards heureux de l'escarpolette, ont été utilisés comme style artistique ; un style décrit par Keane comme "romantique et abondant".

### Choix des interprètes
Plusieurs acteurs avaient été annoncés mais ont été remplacés durant la production :
- Kristin Chenoweth, Idina Menzel et Kristen Bell par Mandy Moore
- Dan Fogler par Zachary Levi
- Grey DeLisle par Donna Murphy

### Changement de titre
Les premières bandes annonces désignaient le film sous le titre Rapunzel Unbraided, puis Rapunzel.
Mais le dernier film d'animation de Disney, La Princesse et la Grenouille (2009), bien qu'acclamé par la critique, n'avait pas eu le succès escompté par Disney malgré des gains de 270 millions de dollars dans le monde. Disney pensa qu'avoir donné le nom de princesse pouvait avoir détourné les garçons. Dans le but de s'adresser aussi bien aux filles qu'aux garçons, Disney changea le nom du film de Rapunzel à Tangled (littéralement : « Emmêlés », « Enchevêtrés »), et mit également en avant Flynn Rider, le principal personnage masculin. Disney a été critiqué pour avoir changé le titre classique inspiré des frères Grimm par pure stratégie marketing.
Le 16 juillet 2010, Disney confirme la sortie nationale de Raiponce pour le 1er décembre 2010 en France, avec une avant-première au Grand Rex à partir du 17 novembre 2010.
Le 24 novembre 2010, le jour de la diffusion du film, les réalisateurs Nathan Greno et Byron Howard ont contesté les critiques de changement de titre à des seules fins de stratégies marketing. Ils arguaient que Raiponce n'était pas le seul personnage principal du film, de la même façon que Toy Story (1995) ne pouvait être appelé « Buzz l'Éclair », et ils ont eu besoin d'un titre pour représenter au mieux le film dans le fait qu'il mettait en avant un duo constitué de Raiponce et Flynn Rider.

## Bande originale
- Prologue  - Mère Gothel et jeune Raiponce
- Où est la vraie vie ? (When Will My Life Begin?) - Raiponce
- N'écoute que moi (Mother Knows Best) - Mère Gothel
- Où est la vraie vie ? (When Will My Life Begin?) (reprise) - Raiponce
- J'ai un rêve (en)  (I've Got a Dream) - Raiponce, Flynn, la main froide, Lord Jamie, le bandit amoureux et chœurs
- N'écoute que moi (Mother Knows Best) (reprise) - Mère Gothel
- Je veux y croire (I See the Light) - Raiponce et Flynn Ryder
- L'Incantation de la guérison (Healing Incantation) - Raiponce
- Les Larmes d'Or (The Tears Heals) - Raiponce
- Je voudrais (Something That I Want) (générique de fin) - Sara

## Accueil

### Sortie
Sauf mention contraire, les informations suivantes sont issues de l'Internet Movie Database.
- États-Unis, Canada : 24 novembre 2010
- Israël, Kazakhstan, Malaisie, Russie, Singapour (3D) : 25 novembre 2010
- Indonésie, Italie (3D), Mexique, Pologne, Venezuela : 26 novembre 2010
- Italie (2D), Belgique, Égypte, France, Pays-Bas, Suisse (francophone et italophone) : 1er décembre 2010
- Hongrie, Koweït (VO), Liban (VO et VF), Singapour (2D) : 2 décembre 2010
- Bulgarie : 3 décembre 2010
- Autriche : 8 décembre 2010
- Allemagne, Suisse (germanophone) : 9 décembre 2010
- Portugal, Slovaquie, Ukraine : 16 décembre 2010
- Australie : 19 décembre 2010
- Turquie : 24 décembre 2010
- Chili : 30 décembre 2010
- Croatie : 5 janvier 2011
- Argentine, Australie, Grèce, Nouvelle-Zélande : 6 janvier 2011
- Brésil, Panama, Roumanie : 7 janvier 2011
- Serbie : 15 janvier 2011
- Estonie, Islande : 21 janvier 2011
- Slovénie : 27 janvier 2011
- Lituanie, Royaume-Uni : 28 janvier 2011
- Danemark, Hong Kong, Taïwan : 3 février 2011
- Norvège, Espagne, Suède : 4 février 2011
- Corée du Sud : 10 février 2011
- Finlande : 11 février 2011
- Thaïlande : 3 mars 2011
- Japon : 12 mars 2011
- Chine : 15 décembre 2012

### Accueil critique
Sur l'agrégateur américain Rotten Tomatoes, le film récolte 89 % d'opinions favorables pour 224 critiques. Sur Metacritic, il obtient une note moyenne de 71⁄100 pour 34 critiques.
En France, le site Allociné propose une note moyenne de 3,8⁄5 à partir de l'interprétation de critiques provenant de 24 titres de presse.

## Distinctions
- Nomination à l'Oscar de la meilleure chanson originale
- Nomination au Golden Globe de la meilleure chanson originale
- Nomination au Golden Globe du meilleur film d'animation

## Différence avec le conte de Grimm
- Dans le film Disney Raiponce est fille de monarque alors que dans le conte, elle est fille de paysans.
- La mère Gothel meurt dans le film, tandis que dans le conte elle est prisonnière dans la tour.
- Flynn est un bandit dans le film, dans le conte c'est un prince et fils de monarque.
- La mère Gothel dans le conte enlève Raiponce après un marché conclue avec le père, en échange de légume du jardin de la sorcière , dans le film elle enlève Raiponce d'une autre explication.
- Flynn coupe les cheveux de Raiponce avec un morceau de miroir dans le film, alors que dans le conte, c'est la mère Gothel qui lui coupe les cheveux avec une paire de ciseaux.
- Les cheveux de Raiponce ne sont pas magique contrairement au film.
- Le prince retrouve Raiponce coincé sur une île, alors que dans le film c'est dans la tour.
- Il n'y a pas de porte ou d'escalier dans la tour imaginé dans le conte, contrairement au film.

### Références à d'autres œuvres

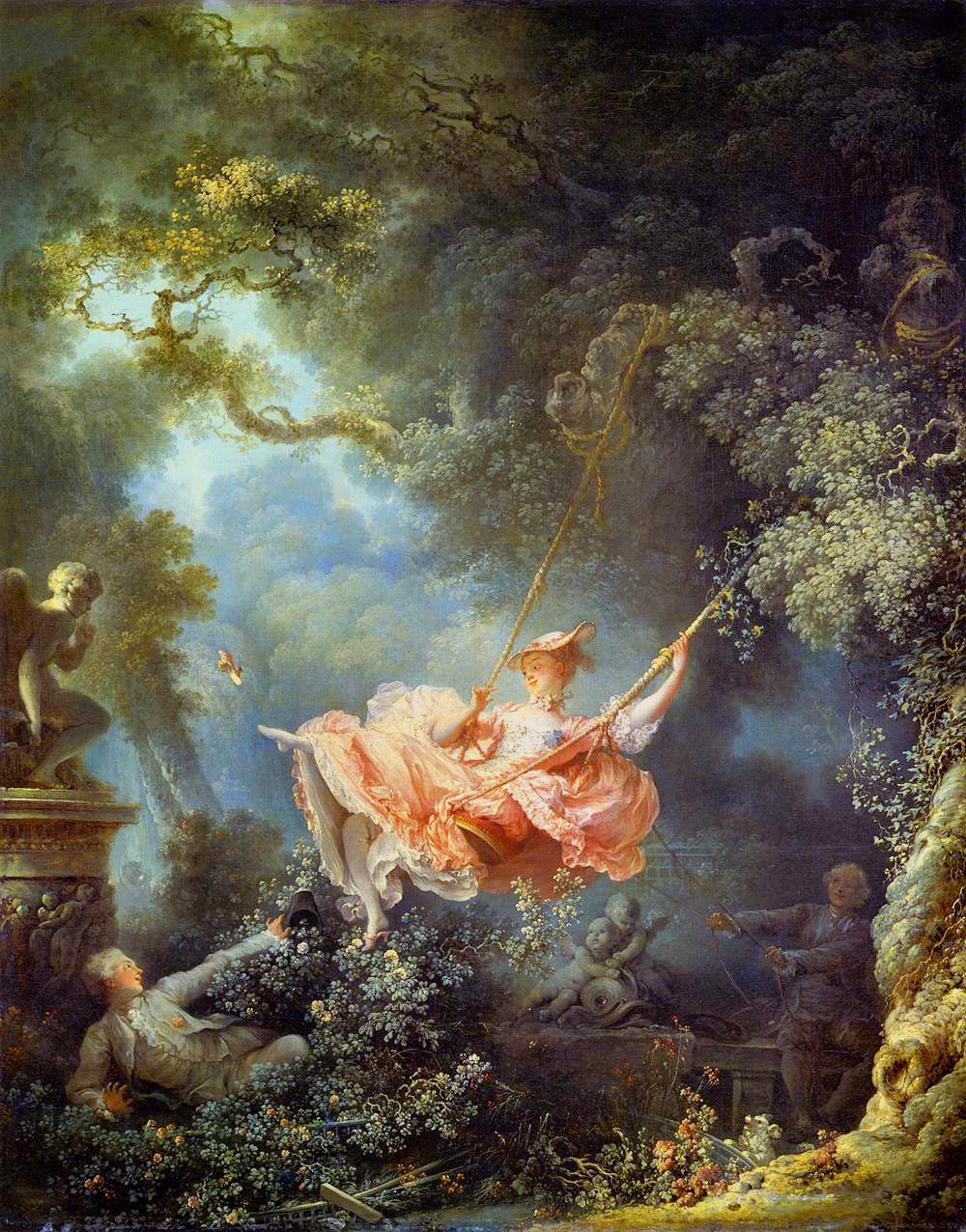
Les Hasards heureux de l'escarpolette de Jean-Honoré Fragonard (1767-1768), qui a servi de support pour le style artistique du film.

## Analyse